# Championnat du Brésil de football américain 2014
Navigation
Édition précédente Édition suivante
Le championnat du Brésil de football américain 2014 inclut deux tournois: la Superliga Nacional de Futebol Americano et le Torneio Touchdown. La superliga est divisée en deux conférences, Nord-Est et Centre-Sud, les champions se rencontrent au Brasil Bowl V. Les Coritiba Crocodiles conquièrent le bicampeonato en battant les João Pessoa Spectres.
La finale de la conférence du Nord-Est remportée par João Pessoa Spectra contre les Mariners de Recife s'est déroulée dans l'Itaipava Arena Pernambuco et c'est la première fois qu'un stade utilisé lors de la Coupe du Monde de la FIFA 2014 accueille un match de football américain au Brésil avec 7 056 spectateurs présents.

## Superliga 2014

### Les équipes participantes
| Superliga Centre-Sud | Superliga Nord-Est | Superliga Nord-Est    |
| Superliga Centre-Sud | Groupe Nord        | Groupe Sud            |
| Coritiba Crocodiles  | América Bulls      | João Pessoa Espectros |
| Cuiabá Arsenal       | Ceará Caçadores    | Maceió Marechais*     |
| Goiânia Rednecks     | Ceará Fênix        | Recife Mariners       |
| São José Istepôs     | Natal Scorpions*   | Recife Pirates        |
| São Paulo Storm      | Roma Gladiadores*  | Salvador Kings*       |
|                      | Tropa Campina*     | Sergipe Bravos        |
|                      | UFERSA Petroleiros | Vitória FA            |

*Participe uniquement à la phase préliminaire de la Superliga du Nord-Est.

### Format du championnat
La Superliga Centre-Sud est composée de cinq équipes. Chaque équipe affronte chaque adversaire une fois, les deux premières équipes se qualifiant pour la finale.
La Superliga Nord-Est, organisée par la LINEFA, est divisée en deux phases: la phase préliminaire et la phase principale. Dans la phase préliminaire avec cinq équipes divisées en deux groupes, le groupe sud avec trois équipes et le groupe nord avec deux équipes. Qualification du meilleur de chaque groupe pour la prochaine phase. La phase principale maintenant composée de huit équipes est également partagée entre le groupe Sud et le groupe Nord. Les équipes jouent six matchs (trois à la maison et trois à l'extérieur), quatre matchs entre adversaires du même groupe et deux matchs en dehors du groupe. Les deux meilleurs vont en demi-finale, le premier recevant le second de l’autre groupe. Les vainqueurs se qualifient pour la finale, le Nordeste Bowl VI.
Les champions de conférence se rencontrent pour le titre national, le Brasil Bowl V. Il n'y a pas eu de rétrogradation.

### Superliga Nord-Est

#### Phase préliminaire
| Équipe             | G | P | Pct   | PP | PC | Diff |
| ------------------ | - | - | ----- | -- | -- | ---- |
| Sergipe Bravos     | 2 | 0 | 1.000 | 34 | 10 | 24   |
| Vitória All Saints | 1 | 1 | .500  | 21 | 19 | 2    |
| Maceió Marechais   | 1 | 1 | .500  | 25 | 27 | -2   |
| Salvador Kings     | 0 | 2 | .000  | 12 | 36 | -24  |

| Équipe             | G | P | Pct   | PP | PC | Diff |
| ------------------ | - | - | ----- | -- | -- | ---- |
| Natal Scorpions    | 2 | 0 | 1.000 | 22 | 19 | 3    |
| UFERSA Petroleiros | 1 | 1 | .500  | 47 | 16 | 31   |
| Tropa Campina      | 1 | 1 | .500  | 33 | 28 | 5    |
| Roma Gladiadores   | 0 | 2 | .000  | 22 | 61 | -39  |

#### Phase principale
| Équipe                | G | P | Pct  | PP  | PC  | Diff |
| --------------------- | - | - | ---- | --- | --- | ---- |
| Recife Mariners       | 5 | 1 | .833 | 148 | 57  | 91   |
| João Pessoa Espectros | 5 | 1 | .833 | 223 | 51  | 182  |
| Sergipe Bravos        | 1 | 5 | .167 | 39  | 218 | -179 |
| Recife Pirates        | 0 | 6 | .000 | 35  | 216 | -181 |

| Équipe             | G | P | Pct   | PP  | PC  | Diff |
| ------------------ | - | - | ----- | --- | --- | ---- |
| Ceará Caçadores    | 6 | 0 | 1.000 | 181 | 71  | 110  |
| América Bulls      | 4 | 2 | .667  | 157 | 47  | 110  |
| UFERSA Petroleiros | 2 | 4 | .333  | 137 | 91  | 46   |
| Ceará Fenix        | 1 | 5 | .167  | 63  | 242 | -179 |

#### Playoffs
| Ceará Caçadores | 18-24 | João Pessoa Espectros |

| Recife Mariners | 28-6 | América Bulls |

| Recife Mariners | 12-38 | João Pessoa Espectros |

### Superliga Centre-Sud

#### Saison régulière
| Équipe              | G | P | Pct   | PP  | PC  | Diff |
| ------------------- | - | - | ----- | --- | --- | ---- |
| Coritiba Crocodiles | 4 | 0 | 1.000 | 176 | 43  | 133  |
| Cuiabá Arsenal      | 3 | 1 | .750  | 135 | 85  | 50   |
| São Paulo Storm     | 2 | 2 | .500  | 141 | 104 | 37   |
| São José Istepôs    | 1 | 3 | .250  | 81  | 92  | -11  |
| Goiânia Rednecks    | 0 | 4 | .000  | 17  | 226 | -209 |

#### Finale
| Coritiba Crocodiles | 35-21 | Cuiabá Arsenal |

### Brasil Bowl V
| Coritiba Crocodiles | 23-17 | João Pessoa Espectros |

## Torneio Touchdown 2014
C'est la sixième édition du Torneio Touchdown, premier championnat de football américain fondé au Brésil en 2009. Cette édition compte 20 équipes, nombre égal à l'édition de 2013. Les équipes sont réparties en quatre conférences de cinq équipes chacune: Est, Sud, Ouest et Nord. Chaque équipe rencontre tous les participants de sa propre conférence et joue contre une équipe de chaque autre conférence.

### Les équipes participantes
| Conférence Nord         | Conférence Sud   | Conférence Est     | Conférence Ouest          |
| ----------------------- | ---------------- | ------------------ | ------------------------- |
| Brasília V8             | Jaraguá Breakers | Botafogo Reptiles  | Botafogo Challengers      |
| Minas Locomotiva        | Juventude FA     | Ipatinga Tigres    | Campo Grande Gravediggers |
| Santos Tsunami          | Paraná HP        | Lusa Lions         | Corinthians Steamrollers  |
| Tubarões do Cerrado     | São José Bulls   | Vila Velha Tritões | Flamengo FA               |
| Vasco da Gama Patriotas | Timbó Rex        | Vitória Antares    | Uberlândia Lobos          |

### Format du championnat
Cette édition compte 20 équipes, nombre égal à l'édition de 2013. Les équipes sont réparties en quatre conférences de cinq équipes chacune: Est, Sud, Ouest et Nord. Chaque équipe rencontre tous les participants de sa propre conférence et joue contre une équipe de chaque autre conférence. Les deux premiers de chaque conférence sont qualifiés pour les playoffs. Ils sont ensuite classés suivant leur bilan final et se rencontrent en quart de finale suivant le modèle suivant: le premier contre le huitième, de deuxième contre le septième, le troisième contre le sixième et le quatrième contre le cinquième.

### Classement
| Équipe                | G | P | Pct  | PP  | PC  | Diff |
| --------------------- | - | - | ---- | --- | --- | ---- |
| Vila Velha Tritões #4 | 6 | 1 | .857 | 189 | 87  | 102  |
| Botafogo Reptiles #5  | 6 | 1 | .857 | 163 | 96  | 67   |
| Lusa Lions            | 5 | 2 | .714 | 147 | 84  | 63   |
| Vitória Antares       | 3 | 4 | .428 | 82  | 99  | -17  |
| Ipatinga Tigres       | 2 | 5 | .286 | 31  | 150 | -119 |

| Équipe           | G | P | Pct   | PP  | PC  | Diff |
| ---------------- | - | - | ----- | --- | --- | ---- |
| Timbó Rex #1     | 7 | 0 | 1.000 | 189 | 87  | 102  |
| Paraná HP #6     | 5 | 2 | .714  | 163 | 96  | 67   |
| Jaraguá Breakers | 4 | 3 | .571  | 147 | 84  | 63   |
| São José Bulls   | 1 | 6 | .142  | 82  | 99  | -17  |
| Juventude FA     | 0 | 7 | .000  | 31  | 150 | -119 |

| Équipe                     | G | P | Pct  | PP  | PC  | Diff |
| -------------------------- | - | - | ---- | --- | --- | ---- |
| Vasco da Gama Patriotas #2 | 6 | 1 | .857 | 295 | 62  | 233  |
| Tubarões do Cerrado #7     | 4 | 3 | .571 | 190 | 83  | 107  |
| Santos Tsunami             | 4 | 3 | .571 | 159 | 146 | 13   |
| Brasília V8                | 1 | 6 | .142 | 80  | 245 | -165 |
| Minas Locomotiva           | 1 | 6 | .142 | 55  | 199 | -144 |

| Équipe                      | G | P | Pct  | PP  | PC  | Diff |
| --------------------------- | - | - | ---- | --- | --- | ---- |
| Flamengo FA #3              | 6 | 1 | .857 | 218 | 22  | 164  |
| Corinthians Steamrollers #8 | 4 | 3 | .571 | 207 | 100 | 79   |
| Botafogo Challengers        | 3 | 4 | .428 | 79  | 144 | -95  |
| Campo Grande Gravediggers   | 1 | 6 | .142 | 32  | 229 | -197 |
| Uberlândia Lobos            | 1 | 6 | .142 | 60  | 240 | -180 |

### Playoffs
| 1er | Timbó Rex               | 42 – 00 | Corinthians Steamrollers | 8e |
| 4e  | Vila Velha Tritões      | 28 – 33 | Botafogo Reptiles        | 5e |
| 3e  | Flamengo FA             | 22 – 25 | Paraná HP                | 6e |
| 2e  | Vasco da Gama Patriotas | 47 – 00 | Tubarões do Cerrado      | 7e |

| Timbó Rex               | 71-20 | Botafogo Reptiles |
| Vasco da Gama Patriotas | 13-3  | Paraná HP         |

| Timbó Rex | 22-24 | Vasco da Gama Patriotas |